# 퍼르메트
퍼르메트(Përmet)는 알바니아 남부 지로카스터르 주의 도시이자 지방자치단체이다. 파르메트 자치단체는 Çarçovë, Frashër, Petran, Qendër Piskovë, 퍼르메트 시로 구성되어 있다. 2023년 기준 퍼르메트 자치단체의 총 인구는 7,980명이며, 총 면적은 602.47km²이다. 2023년 인구 조사에 따르면, 퍼르메트 시의 인구는 4,809명이다. 이 도시는 Trebeshinë와 Dhëmbel 산 사이를 지나 Këlcyrë 협곡을 통과하며 Trebeshinë-Dhëmbel-Nemërçkë 산맥을 따라 흐르는 비오서 강을 끼고있다.

## 이름
이 도시는 알바니아어로 Përmet라 알려져 있다. 이 도시는 이탈리아어로는 Permet, 아로마니아어로는 Pãrmeti, 그리스어로는  Πρεμετή/Premeti, 터키어로 Permedi라고 불린다.

## 역사

### 14세기
14세기에 퍼르메트는 오스만 제국의 지배를 받게 되었다. 처음에는 지로카스터 산자크의 카자(kaza)가 되었으며, 이후 이오아니나 산자크의 카자가 되었다.

### 18세기
18세기 알바니아의 이슬람화 시기에, 기독교를 믿는 알바니아어 사용 지역들, 특히 Rrëzë 지역은 Hormovë 마을과 퍼르메트를 중심으로 이러한 정책에 강하게 저항했다.
1778년에 지역 정교회와 마을 디아스포라들의 자금 지원을 받아 그리스 학교가 설립되었다.

### 19세기
1833년 1833–1839년 알바니아 봉기 성공한 후 오스만 제국은 도시의 오스만 관리를 지역 알바니아 관리로 교체하고 봉기에 연루된 모든 사람에 대한 사면을 선포했다. 퍼르메트의 카자 지역의 장인들은 1841년까지 슈코더르 빌라예트와 이오아니나 빌라예트에서 opinga의 무역 독점권을 가졌으나, 그 해 탄지마트 개혁에 의해 그 특권은 박탈되었다. 1882년 콘스탄티노플에 거주하던 현지 디아스포라들과 그리스의 국가 후원자인 콘스탄티노스 자파스의 지원을 받아 그리스 여자 학교가 설립되면서 그리스 교육이 확대되었다. 이 도시의 첫 번째 알바니아어 학교는 Hotovë 출신의 교사인 Llukë Papavrami에 의해 1890년 초에 설립되었으며, 그는 나임 프라셔리의 추천을 받았다. 자선가인 Mihal Kerbici, Pano Duro dhk Stathaq Duka가 알바니아 학교에 큰 공헌을 했다. Duro와 Kerbici는 1896년까지 5명의 교사의 급여를 지원했고 Stathaq Duka는 1886년에 법학과 의학 학교의 학업을 위한 장학금을 주었다.

### 20세기와 현대
1909년 오스만 제국의 제2차 헌법 시대(Second Constitutional Era)에 당국은 지역 마드라사에서 알바니아어를 가르치는 것을 허용했다. 1912년까지 퍼르메트는 "Premedi"라는 이름으로 이오아니나 빌라예트의 에르기리 산자크에 속하는 카자 중심지였다.

## 인구

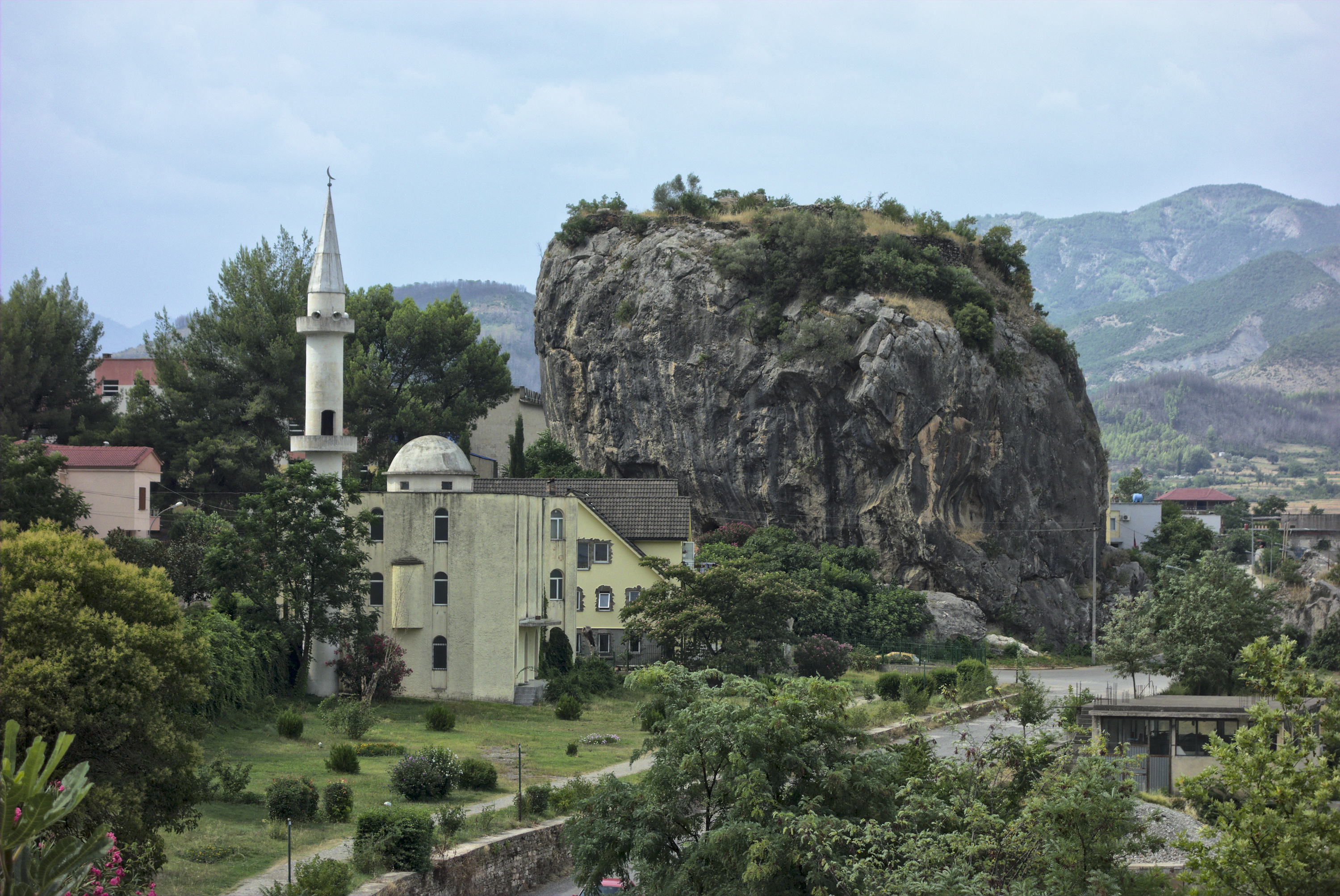
도시의 바위과 모스크

### 과거
1930년에 퍼르메트에는 1,000채의 주택과 300개의 상점이 있었으며 중요한 지역 무역 중심지였으며 인구의 대부분이 무슬림인이었다.

### 현대
퍼르메트에서는 무슬림과 기독교 알바니아인 외에도 그리스인과 아로마니아인도 있다.

## 문화
패르메트는 특히 다양한 종류의 잼(reçel)과  콤포트(komposto), 그리고 지역 와인과 라키야 생산으로 유명하다.

### 스포츠
퍼르메트는 축구 클럽 SK Përmeti 와 농구 클럽 KB Përmeti의 본거지이기도 하다.

## 출신 인물
- 메흐디 프라셔리(Mehdi Frashëri) - 전 알바니아 총리
- 투르한 페르메티(Turhan Përmeti) - 정치인이자 전 알바니아의 총리